# Gading Sari (Tapung)
Gading Sari is een bestuurslaag in het regentschap Kampar van de provincie Riau, Indonesië. Gading Sari telt 2984 inwoners (volkstelling 2010).